# Jacinto Lara
Juan Jacinto Lara Meléndez (Carora, 28 de mayo de 1778-Barquisimeto, 25 de febrero de 1859) fue un militar, venezolano, que luchó por la independencia de la Gran Colombia y Perú, considerado un prócer de la independencia en Venezuela. Luchó en las ciudades situadas en la región centro-occidental del actual estado venezolano de Lara, que recibió ese nombre en su honor.
Al inicio de los acontecimientos independentistas el 19 de abril de 1810 se adhiere a los jóvenes revolucionarios de la Sociedad Patriótica de Caracas y se incorpora a las milicias de Araure y Ospino siendo posteriormente nombrado comandante. Al año siguiente entró en combate bajo las órdenes del general Francisco de Miranda en la batalla de Cerro del Morro contra los insurrectos de la ciudad de Valencia, batalla en la que las tropas de Francisco de Miranda salieron vencedoras, la batalla del asedio de San Carlos en 1831 y en la primera batalla de Carabobo.

## Biografía
Jacinto Lara nació el 28 de mayo de 1778 en la localidad de Carora en el entonces Virreinato de Nueva Granada dependiente de España, actualmente  
Estado Lara en Venezuela, el nombre del estado está puesto en su honor. Era hijo de Miguel Román de Lara y Buitriago, que procedía de la península Ibérica, y de Juana Paula Meléndez y Urrieta, oriunda de Carora. Contrajo nupcias, el 15 de septiembre de 1830 con Nemesia Urrieta Peraza. El matrimonio tuvo 5 hijos: Nemesia, Elodia, Francisco Javier, Eladio y Jacinto Fabricio.
Se dedicó a la agricultura y a la ganadería en los llanos de Barinas, realizando comercio de ganado desde los llanos a la ciudad de  Caracas, hasta que en 1810, se une a los revolucionarios de la Sociedad Patriótica de Caracas involucrándose en la lucha por la independencia.

### Con Simón Bolívar
En 1812 es nombrado teniente coronel y pasa a servir bajo las órdenes de Simón Bolívar y al año siguiente toma parte en la batalla de Cúcuta contra el coronel Ramón Correa. Junto a Bolívar participa en la Campaña Admirable destacando en los combates de Niquitao, Los Horcones y Taguanes, producidos todos ellos en el mes de julio de ese año, días 2, 11 y 31 respectivamente. Siguió con el Libertador participando en el sitio a Puerto Cabello y en las batallas de Bárbula, Trincheras y Vigirima.
En 1821 toma parte  en la batalla de Carabobo,  el 28 de mayo el día que cumplía 36 años, para seguidamente, bajo las órdenes del general Rafael Urdaneta, seguir  en las operaciones en el occidente del país. Participa en la retirada hasta la Nueva Granada, donde el mando de las fuerzas de Urdaneta es asumido por Bolívar,  y marchan hasta Santafé de Bogotá a luchar contra Manuel Bernardo Álvarez concluyendo la operación en diciembre de ese mismo año.

### Con Páez
Cuando en 1815 Bolívar viaja a las Antillas, Lara se queda en Nueva Granada hasta la llegada de Pablo Morillo y, en compañía de un grupo de republicanos se suma a las fuerzas del general José Antonio Páez que se encontraban en los llanos de Apure.
Junto con José Antonio Páez participó en los episodios de El Yagual y Mucuritas.
Logró el rango de coronel en 1817. Se vio envuelto en los episodios de las Misiones del Caroní que terminaron con la ejecución de 22 frailes capuchinos originarios catalanes. 
En los años siguientes, 1815 y 1816, Jacinto Lara se destaca en la toma de San Antonio de Apure y Mucuritas.
En reconocimiento de las acciones acometidas durante las operaciones de la conquista de Guayana, en la que participó bajo las órdenes del general Manuel Piar y del propio Bolívar es ascendido a general en 1817. Otra vez bajo las órdenes del Libertador participa en la campaña del Centro que se malogra a consecuencia de la derrota en la batalla de La Hogaza el 2 de diciembre de 1817.
Acompañó al Libertador en la derrota de Pablo Morillo en Calabozo en 1818. Al lado del general Francisco de Paula Santander venció a Carlos Tolrá, favorito del Virrey Samano,  en Casanare en 1819 donde Jacinto Lara desempeñó el cargo de subjefe del Estado Mayor del Ejército Libertador. Ese mismo año Bolívar le encarga una campaña sobre Maracaibo que es abortada por el Armisticio de Trujillo.
Sirvió como jefe de Estado Mayor General  y en 1821 fue gobernador de Santa Marta y Cartagena de Indias.

### En Perú

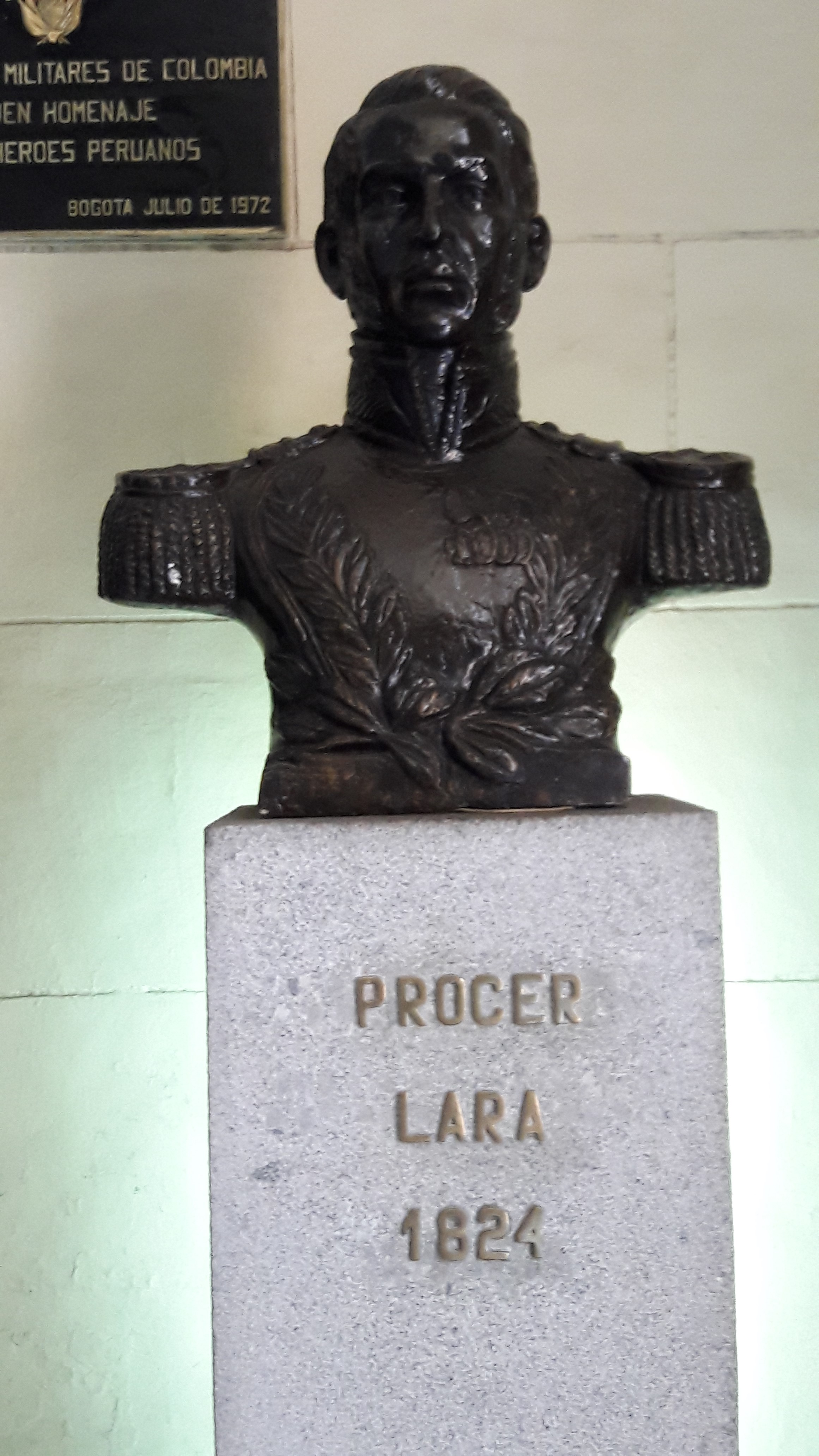
Efigies de Jacinto Lara en el Panteón de los Próceres en Lima (Perú).

En 1822 se traslada a Perú, ya como general de brigada, para participar en la Campaña del Sur junto con general Manuel Valdés integrando la división colombiana auxiliar del Perú. En 1824 participa, bajo las órdenes de Antonio José de Sucre, en la batalla de Junín. Después de la misma se le asciende a general de división de retaguardia del ejército y, seguidamente, participa en la batalla de Corpahuaico que le convirtió en héroe al salvar a los batallones Rifles, Vencedor y Vargas.
El 9 de diciembre de 1824 toma parte  en la decisoria batalla de Ayacucho donde mandaba la división de reserva del Ejército Unido. Sus acciones en Ayacucho le permitieron obtener el grado de general de división. En 1825 es nombrado comandante general e intendente de Cuzco, Arequipa y Ayacucho. Lara fue la única figura que participó durante toda la lucha emancipadora que se inició en Caracas en 1810 y que culminó en Perú en 1824. También ostentó el título de comandante de la división colombiana auxiliar del Perú. 
El 26 de enero de 1827 es arrestado en Lima, donde  ejercía el cargo de comandante de la división colombiana auxiliar del Perú, al triunfar allí un movimiento contra bolivariano promovido por el entonces  vicepresidente de la Gran Colombia, Francisco de Paula Santander. Permanece en la prisión de El Callao hasta el 30 de enero cuando es embarcado y enviado a Colombia, donde llegaría el 9 de febrero al puerto de Buenaventura, el 20 del mismo mes es puesto en libertad. De vuelta en Venezuela ejerce los cargos de intendente y comandante general del departamento del Zulia y comandante general del departamento del Orinoco en 1828.

## Vida civil y muerte
Después de la división de la Gran Colombia se retira de la vida pública en 1831 aunque  acepta la gobernación de su provincia natal, Barquisimeto,  en 1843 y deja el cargo cuatro años más tarde.
El 25 de febrero de 1859, con 81 años de edad muere en Barquisimeto. Sus restos yacen en el Panteón Nacional de Venezuela desde el 24 de julio de 1911.

## Distinciones
Jacinto Lara obtuvo muchas condecoraciones y distinciones, entre ellas destacan la de la "Orden de los Libertadores de Venezuela" y el escudo "Busto del Libertador". 
Es héroe epónimo del Estado Lara según el decreto dictado por la Asamblea Legislativa en 1881. La Plaza Jacinto Lara es un espacio público localizado en la ciudad de Barquisimeto. Se ubica entre la Iglesia de San Francisco de Asís y el Ateneo de Barquisimeto, en la Carrera 17, entre calles 22 y 23. El Aeropuerto Internacional Jacinto Lara de Barquisimeto.
En Valencia, Venezuela, la principal vía que divide en norte y sur a la ciudad lleva el nombre de Avenida Lara, en honor a este patriota.
Todos los años, el Liceo Jacinto Lara del municipio Palavecino realiza un desfile con la banda de esta institución para rendirle honores a este prócer. 
En Lima (Perú) se honra su memoria con un busto en el Panteón de los Próceres, una avenida y una calle en el distrito de San Isidro. En el santuario de Ayacucho se encuentra una estatua de bronce al pie del obelisco conmemorativo de la Batalla de Ayacucho.